# Chiesa di Santa Marina Vergine
La chiesa di Santa Marina Vergine è una chiesa ubicata ad Amalfi, nella frazione di Pogerola.

## Storia
La chiesa venne edificata nel periodo antecedente al XII secolo, ma il primo documento in cui è menzionata è il Codice Diplomatico Amalfitano risalente al 1140. Nella prima metà del XIX secolo, quando era di patronato del principe di Casapesenna, del monastero della Santissima Trinità e del capitolo del duomo, venne ristrutturata in quanto versava in uno stato di abbandono: fu durante questi lavori che venne realizzato il nuovo transetto, la cupola e venne posato il pavimento.
Nel XX secolo fu soggetta ad altri restauri come la realizzazione delle decorazioni interne e la costruzione della casa canonica avvenute nel 1936, il restauro della sacrestia e del battistero nel 1950, della cupola e del campanile nel 1967, della facciata nel 1980 e del tetto nel 1991.

## Descrizione
La chiesa si apre su un sagrato di forma trapezoidale; la facciata è composta da due livelli porticati: quello inferiore è caratterizzato da due archi a tutto sesto da cui, nella campata sinistra, si ha il portale d'ingresso mentre in quella di destra è un altare in muratura con croce poggiata sulla muratura di fondo. La zona superiore è invece composta da tre archi a tutto sesto che scaricano su una balaustra in muratura che protegge la balconata; la facciata termina con un timpano sul quale è l'affresco di Santa Marina.
Superato l'ingresso, si accede ad un endonartece a quattro campate con volta a crociera, sormontato da una cantoria in legno: ai suoi lati, a destra, è una cappella, a sinistra è una inferriata all'interno della quale è il battistero. Internamente la chiesa è croce latina, a navata unica con volte a botte lunettata con fondo ad abside a pianta pentagonale, preceduto dalla cupola, dalla quale si dipartono i due bracci del transetto, con volta a botte, alle cui due estremità sono altari in muratura: i pennacchi della cupola e la calotta dell'abside sono decorati con affreschi. La pavimentazione è in cotto. Alla destra sia del transetto che della navata sono due ingressi per la sacrestia: questa è a pianta rettangolare con volta a botte; al suo interno è custodita un'urna cineraria riconvertita in acquasantiera.
Il campanile si innalza alla sinistra della facciata, in posizione più arrestata rispetto ad essa, ed è composto da tre livelli: i primi due sono a pianta quadrata mentre l'ultimo è a pianta ottagonale, per poi terminare con una cupola a forma piramidale; nel secondo e nel terzo livello si aprono delle monofore.